# Primera División de Bolivia 2019
La Temporada 2019 fue la II edición de la División de Fútbol Profesional organizada por la Federación Boliviana de Fútbol, sucesora desde abril de 2018 de la disuelta Liga del Fútbol Profesional Boliviano.

## Sistema de juego
Esta 2ª edición de la División de Fútbol Profesional se dividen en dos torneos: Apertura y Clausura.
El Torneo Apertura y Clausura se disputaron bajo la modalidad de todos contra todos a dos vueltas (26 fechas cada uno). En cada torneo el equipo que obtuvo más puntos fue campeón.

### Clasificación a Torneos Conmebol 2020
Conmebol Libertadores 2020 
Bolivia tendrá 4 cupos en la Conmebol Libertadores 2020, que serán:
- Bolivia 1: Premio al campeón, al equipo mejor clasificado al final del Campeonato Apertura[1]
- Bolivia 2: Premio al campeón, al equipo mejor clasificado al final del Campeonato Clausura
- Bolivia 3: Tercer lugar de la Tabla Acumulada
- Bolivia 4: Cuarto lugar de la Tabla Acumulada

 Conmebol Sudamericana 2020 
Bolivia tendrá 4 cupos en la Conmebol Sudamericana 2020, que serán:
- Bolivia 1: Quinto lugar de la Tabla Acumulada
- Bolivia 2: Sexto lugar de la Tabla Acumulada
- Bolivia 3: Séptimo lugar de la Tabla Acumulada
- Bolivia 4: Octavo lugar de la Tabla Acumulada

### Descenso
Al final descendió de manera directa el último de la tabla acumulada y el penúltimo jugará su permanencia con el subcampeón de la Copa Simón Bolívar.
De darse un empate en puntos entre el último y el penúltimo, se jugará un partido definitorio en un estadio neutral.
De darse un empate entre el último, penúltimo y antepenúltimo, se tomarán en cuenta la diferencia de goles.

## Equipos participantes

### Intercambios de Plazas
Universitario de Sucre terminó último en la tabla acumulada de la temporada 2018 y fue relegado a la Asociación Chuquisaqueña de Fútbol, tras permanecer por 12 temporadas en Primera División. Fue reemplazado por el campeón de la Copa Simón Bolívar 2018 Always Ready que retornó a la máxima división tras 27 años (26 temporadas) de ausencia.
| Club         | Ascendido como                        |
| ------------ | ------------------------------------- |
| Always Ready | Campeón de la Copa Simón Bolívar 2018 |

| Club                   | Descendido como                   |
| ---------------------- | --------------------------------- |
| Universitario de Sucre | Último de la Tabla Acumulada 2018 |

### Información de equipos
El número de equipos participantes para esta temporada fueron 14, de los cuales 12 equipos son administrados por Clubes o Entidades Deportivas y 2 equipos son administrados por una Sociedad de Responsabilidad Limitada.
| Equipo            | Ciudad                  | Estadio                  | Capacidad | Fundación                | Temporadas | Temp. Consecutivas | Títulos | Subtítulos | 2018 |
| ----------------- | ----------------------- | ------------------------ | --------- | ------------------------ | ---------- | ------------------ | ------- | ---------- | ---- |
| San José          | Oruro                   | Jesús Bermúdez           | 32 000    | 19 de marzo de 1942      |            |                    | 4       | 5          | 1°   |
| Jorge Wilstermann | Cochabamba              | Félix Capriles           | 32 303    | 24 de noviembre de 1949  |            |                    | 14      | 8          | 2°   |
| The Strongest     | La Paz                  | Rafael Mendoza Castellón | 14 000    | 8 de abril de 1908       |            |                    | 15      | 14         | 3°   |
| Bolívar           | La Paz                  | Libertador Simón Bolívar | 5 000     | 12 de abril de 1925      |            |                    | 28      | 15         | 4°   |
| Royal Pari        | Santa Cruz de la Sierra | Ramón Aguilera Costas    | 38 500    | 13 de noviembre de 1993  |            |                    | —       | —          | 5°   |
| Oriente Petrolero | Santa Cruz de la Sierra | Ramón Aguilera Costas    | 38 500    | 5 de noviembre de 1955   |            |                    | 5       | 14         | 6°   |
| Nacional Potosí   | Potosí                  | Víctor Agustín Ugarte    | 32 105    | 8 de abril de 1942       |            |                    | —       | —          | 7°   |
| Sport Boys Warnes | Warnes                  | Samuel Vaca Jiménez      | 9 000     | 17 de agosto de 1954     |            |                    | 1       | —          | 8°   |
| Blooming          | Santa Cruz de la Sierra | Ramón Aguilera Costas    | 38 500    | 17 de agosto de 1954     |            |                    | 5       | 3          | 9°   |
| Guabirá           | Montero                 | Gilberto Parada          | 18 000    | 14 de abril de 1962      |            |                    | 1       | 1          | 10°  |
| Aurora            | Cochabamba              | Félix Capriles           | 32 303    | 27 de mayo de 1935       |            |                    | 2       | 5          | 11°  |
| Real Potosí       | Potosí                  | Víctor Agustín Ugarte    | 32 105    | 1 de abril de 1988       |            |                    | 1       | 4          | 12°  |
| Destroyer's       | Santa Cruz de la Sierra | Ramón Aguilera Costas    | 38 500    | 14 de septiembre de 1948 |            |                    | —       | —          | 13°  |
| Always Ready      | El Alto                 | Municipal de El Alto     | 25 000    | 13 de abril de 1933      |            |                    | 2       | 4          |      |

## Torneo Apertura
|                                                              | Pos. | Equipos           | Mov. | PJ | PG | PE | PP | GF | GC | Dif. | Pts. | Clasificado 2019                   |
| ------------------------------------------------------------ | ---- | ----------------- | ---- | -- | -- | -- | -- | -- | -- | ---- | ---- | ---------------------------------- |
|                                                              | 1.   | Bolívar           |      | 26 | 17 | 6  | 3  | 66 | 35 | +31  | 57   | Copa Libertadores 2020 (Bolivia 1) |
|                                                              | 2.   | The Strongest     |      | 26 | 16 | 4  | 6  | 55 | 30 | +25  | 52   |                                    |
|                                                              | 3.   | Nacional Potosí   |      | 26 | 15 | 5  | 6  | 44 | 22 | +22  | 50   |                                    |
|                                                              | 4.   | Blooming          |      | 26 | 15 | 2  | 9  | 55 | 45 | +10  | 47   |                                    |
|                                                              | 5.   | San José          |      | 26 | 12 | 7  | 7  | 55 | 44 | +11  | 40   |                                    |
|                                                              | 6.   | Jorge Wilstermann |      | 26 | 12 | 4  | 10 | 44 | 37 | +7   | 40   |                                    |
|                                                              | 7.   | Oriente Petrolero |      | 26 | 11 | 4  | 11 | 41 | 43 | -2   | 37   |                                    |
|                                                              | 8.   | Guabirá           |      | 26 | 8  | 7  | 11 | 31 | 49 | -18  | 31   |                                    |
|                                                              | 9.   | Always Ready      |      | 26 | 8  | 6  | 12 | 50 | 43 | +7   | 30   |                                    |
|                                                              | 10.  | Real Potosí       |      | 26 | 7  | 6  | 13 | 41 | 59 | -18  | 27   |                                    |
|                                                              | 11.  | Royal Pari        |      | 26 | 6  | 7  | 13 | 39 | 55 | -16  | 25   |                                    |
|                                                              | 12.  | Sport Boys        |      | 26 | 5  | 8  | 13 | 32 | 51 | -19  | 23   |                                    |
|                                                              | 13.  | Aurora            |      | 26 | 6  | 5  | 15 | 32 | 52 | -20  | 23   |                                    |
|                                                              | 14.  | Destroyer's       |      | 26 | 5  | 7  | 14 | 23 | 43 | -20  | 22   |                                    |
| Última actualización: 9 de junio de 2019 a las 21:37 (UTC-4) |      |                   |      |    |    |    |    |    |    |      |      |                                    |

Notas:
1. ↑  Se le restaron 3 puntos.

### Campeón Apertura
| |
| Bolívar |
| 1.er título División Profesional 29.° título de Primera División Clasificado a Copa Conmebol Libertadores 2020 (Bolivia 1) |

## Torneo Clausura
|                                               | Pos. | Equipos           | Mov. | PJ | PG | PE | PP | GF | GC | Dif. | Pts. | Clasificado 2020                   |  |
| --------------------------------------------- | ---- | ----------------- | ---- | -- | -- | -- | -- | -- | -- | ---- | ---- | ---------------------------------- |  |
|                                               | 1.   | Jorge Wilstermann |      | 26 | 17 | 7  | 2  | 57 | 21 | +36  | 60   | Copa Libertadores (Bolivia 2)      |  |
|                                               | 2.   | The Strongest     |      | 26 | 16 | 6  | 4  | 72 | 27 | +45  | 57   |                                    |  |
|                                               | 3.   | Bolívar           |      | 26 | 17 | 5  | 4  | 74 | 34 | +40  | 56   |                                    |  |
|                                               | 4.   | San José          |      | 26 | 15 | 5  | 6  | 62 | 30 | +32  | 44   |                                    |  |
|                                               | 5.   | Always Ready      |      | 26 | 13 | 5  | 8  | 54 | 40 | +14  | 44   |                                    |  |
|                                               | 6.   | Oriente Petrolero |      | 26 | 11 | 4  | 11 | 39 | 43 | -4   | 37   |                                    |  |
|                                               | 7.   | Nacional Potosí   |      | 26 | 9  | 7  | 10 | 47 | 45 | +2   | 34   |                                    |  |
|                                               | 8.   | Blooming          |      | 26 | 10 | 3  | 13 | 34 | 55 | -21  | 33   |                                    |  |
|                                               | 9.   | Royal Pari        |      | 26 | 7  | 7  | 12 | 28 | 40 | -12  | 28   |                                    |  |
|                                               | 10.  | Aurora            |      | 26 | 5  | 9  | 12 | 24 | 47 | -23  | 24   |                                    |  |
|                                               | 11.  | Real Potosí       |      | 25 | 7  | 3  | 16 | 38 | 57 | -19  | 24   |                                    |  |
|                                               | 12.  | Guabirá           |      | 26 | 4  | 8  | 14 | 22 | 53 | -31  | 20   |                                    |  |
|                                               | 13.  | Destroyer's       |      | 26 | 4  | 5  | 17 | 22 | 66 | -44  | 17   |                                    |  |
|                                               | 14.  | Sport Boys        |      | 25 | 5  | 7  | 13 | 30 | 42 | -12  | 16   | Marginado del Torneo Clausura 2019 |  |
| Última actualización: 28 de diciembre de 2019 |      |                   |      |    |    |    |    |    |    |      |      |                                    |  |

Notas:
1. 1 2  Se le restaron 6 puntos.

### Campeón
| |
| |
| Jorge Wilstermann |
| 2.° título División Profesional 15.° título de Primera División Clasificado a Copa Conmebol Libertadores 2020 (Bolivia 2) |

## Tabla Acumulada
|                                               | Pos. | Equipos           | Mov. | PJ | PG | PE | PP | GF  | GC  | Dif. | Pts. | Clasificación 2020                   |
| --------------------------------------------- | ---- | ----------------- | ---- | -- | -- | -- | -- | --- | --- | ---- | ---- | ------------------------------------ |
|                                               | 1.   | Bolívar           |      | 52 | 34 | 11 | 7  | 140 | 69  | +71  | 113  | Conmebol Libertadores (Bolivia 1)    |
|                                               | 2.   | The Strongest     |      | 52 | 33 | 10 | 9  | 127 | 57  | +70  | 109  | Conmebol Libertadores (Bolivia 3)    |
|                                               | 3.   | Jorge Wilstermann |      | 52 | 30 | 10 | 12 | 102 | 59  | +43  | 100  | Conmebol Libertadores (Bolivia 2)    |
|                                               | 4.   | San José          |      | 52 | 27 | 12 | 13 | 117 | 74  | +43  | 84   | Conmebol Libertadores (Bolivia 4)    |
|                                               | 5.   | Nacional Potosí   |      | 52 | 24 | 12 | 15 | 89  | 64  | +25  | 84   | Conmebol Sudamericana (Bolivia 1)    |
|                                               | 6.   | Blooming          |      | 52 | 25 | 5  | 22 | 89  | 100 | -11  | 80   | Conmebol Sudamericana (Bolivia 2)    |
|                                               | 7.   | Always Ready      |      | 52 | 21 | 11 | 20 | 104 | 83  | +21  | 74   | Conmebol Sudamericana (Bolivia 3)    |
|                                               | 8.   | Oriente Petrolero |      | 52 | 21 | 8  | 23 | 80  | 86  | -6   | 74   | Conmebol Sudamericana (Bolivia 4)    |
|                                               | 9.   | Royal Pari        |      | 52 | 13 | 14 | 25 | 67  | 95  | -28  | 53   |                                      |
|                                               | 10.  | Guabirá           |      | 52 | 12 | 15 | 25 | 53  | 102 | -49  | 51   |                                      |
|                                               | 11.  | Real Potosí       |      | 51 | 13 | 9  | 29 | 76  | 116 | -40  | 48   |                                      |
|                                               | 12.  | Aurora            |      | 52 | 11 | 14 | 27 | 56  | 99  | -43  | 47   |                                      |
|                                               | 13.  | Sport Boys        |      | 51 | 10 | 15 | 26 | 62  | 93  | -31  | 39   | Marginado de la División Profesional |
|                                               | 14.  | Destroyer's       |      | 52 | 9  | 12 | 31 | 45  | 109 | -64  | 39   | Descenso directo                     |
| Última actualización: 28 de diciembre de 2019 |      |                   |      |    |    |    |    |     |     |      |      |                                      |

- Notas:

1. ↑  Se le restaron 9 puntos.
2. ↑  Se le restaron 6 puntos.
3. ↑  Debido a la inasistencia del club Sport Boys al partido contra Real Potosí por la fecha 26 del Torneo Clausura, el Tribunal de Disciplina Deportiva a través de Resolución N.º 147/2019 declaró al Club Sport Boys marginado del Torneo Clausura 2019 de acuerdo a lo establecido en el artículo 48 del Reglamento General del Campeonato Apertura y Clausura 2019.[2] El 5 de enero de 2020, el Comité Ejecutivo de la FBF, a travás de resolución N.º 001/2020 procede a marginar oficialmente al club Sport Boys de la División Profesional.
4. ↑  El 5 de enero de 2020, el Comité Ejecutivo de la FBF, a través de resolución N.º 001/2020, determinó que en virtud del marginamiento del club Sport Boys, el Club Destroyer's desciende de manera directa al ocupar el último lugar de la Tabla Acumulada 2019.

## Clasificación a Torneos Conmebol 2020

### Copa Conmebol Libertadores 2020
| Copa Conmebol Libertadores 2020 |

| Bolívar           | Bolivia 1 | Campeón del Torneo Apertura 2019      |  |  |  |  |  |  |  |  |
| Jorge Wilstermann | Bolivia 2 | Campeón del Torneo Clausura 2019      |  |  |  |  |  |  |  |  |
| The Strongest     | Bolivia 3 | 3.º puesto de la Tabla Acumulada 2019 |  |  |  |  |  |  |  |  |
| San José          | Bolivia 4 | 4.º puesto de la Tabla Acumulada 2019 |  |  |  |  |  |  |  |  |
|                   |           |                                       |  |  |  |  |  |  |  |  |

### Copa Conmebol Sudamericana 2020
| Copa Conmebol Sudamericana 2020 |

| Nacional Potosí   | Bolivia 1 | 5.º puesto de la Tabla Acumulada 2019 |  |  |  |  |  |  |  |  |
| Oriente Petrolero | Bolivia 2 | 6.º puesto de la Tabla Acumulada 2019 |  |  |  |  |  |  |  |  |
| Always Ready      | Bolivia 3 | 7.º puesto de la Tabla Acumulada 2019 |  |  |  |  |  |  |  |  |
| Blooming          | Bolivia 4 | 8.º puesto de la Tabla Acumulada 2019 |  |  |  |  |  |  |  |  |
|                   |           |                                       |  |  |  |  |  |  |  |  |

## Partidos de Ascenso y Descenso Indirecto
Inicialmente el partido debía disputarse entre el penúltimo equipo ubicado en la Tabla Acumulada y el subcampeón de la Copa Simón Bolívar 2019: Real Santa Cruz. Debido al marginamiento del club Sport Boys y al descenso directo del Club Destroyer's, el Comité Ejecutivo de la FBF, a través de resolución N.º 001/2020 - Artículo Tercero, determinó el ascenso directo de Real Santa Cruz a la Temporada 2020.